# Chiesa di Sant'Anna dei Palafrenieri
La chiesa di Sant'Anna dei Palafrenieri, o di Sant'Anna in Vaticano, è un luogo di culto cattolico sito in via Sant'Anna nella Città del Vaticano, nei pressi di Porta Sant'Anna, uno dei varchi d'ingresso al piccolo Stato. 
L'architetto è Jacopo Barozzi, detto "il Vignola".

## Storia
La chiesa, a pianta ovale, la prima del genere nel panorama architettonico romano del Cinquecento, fu edificata su disegno di Jacopo Barozzi da Vignola, sotto il pontificato di Pio IV intorno al 1565. Essa fu realizzata dall'Arciconfraternita dei Parafrenieri (Sediari pontifici) del papa, istituita da Urbano VI nel 1378 e oggi risiedente presso la chiesa di Santa Caterina della Rota per autorità di Pio XI, che nel 1929 trasformò la storica sede confraternale in parrocchia del nuovo Stato della Citta'del Vaticano.
L'Arciconfraternita ha come scopo il culto della madre di Maria, Sant'Anna, e il suffragio delle anime dei defunti: dalla loro chiesa prese il nome il borgo adiacente.
La chiesa fu ultimata nel Settecento, quando vennero realizzate la facciata, la cupola e gli affreschi interni.
La chiesa è diventata parrocchia della Città del Vaticano con la bolla Ex Lateranensi pacto di papa Pio XI del 30 maggio 1929.
La cura della chiesa è affidata agli agostiniani.

## Descrizione

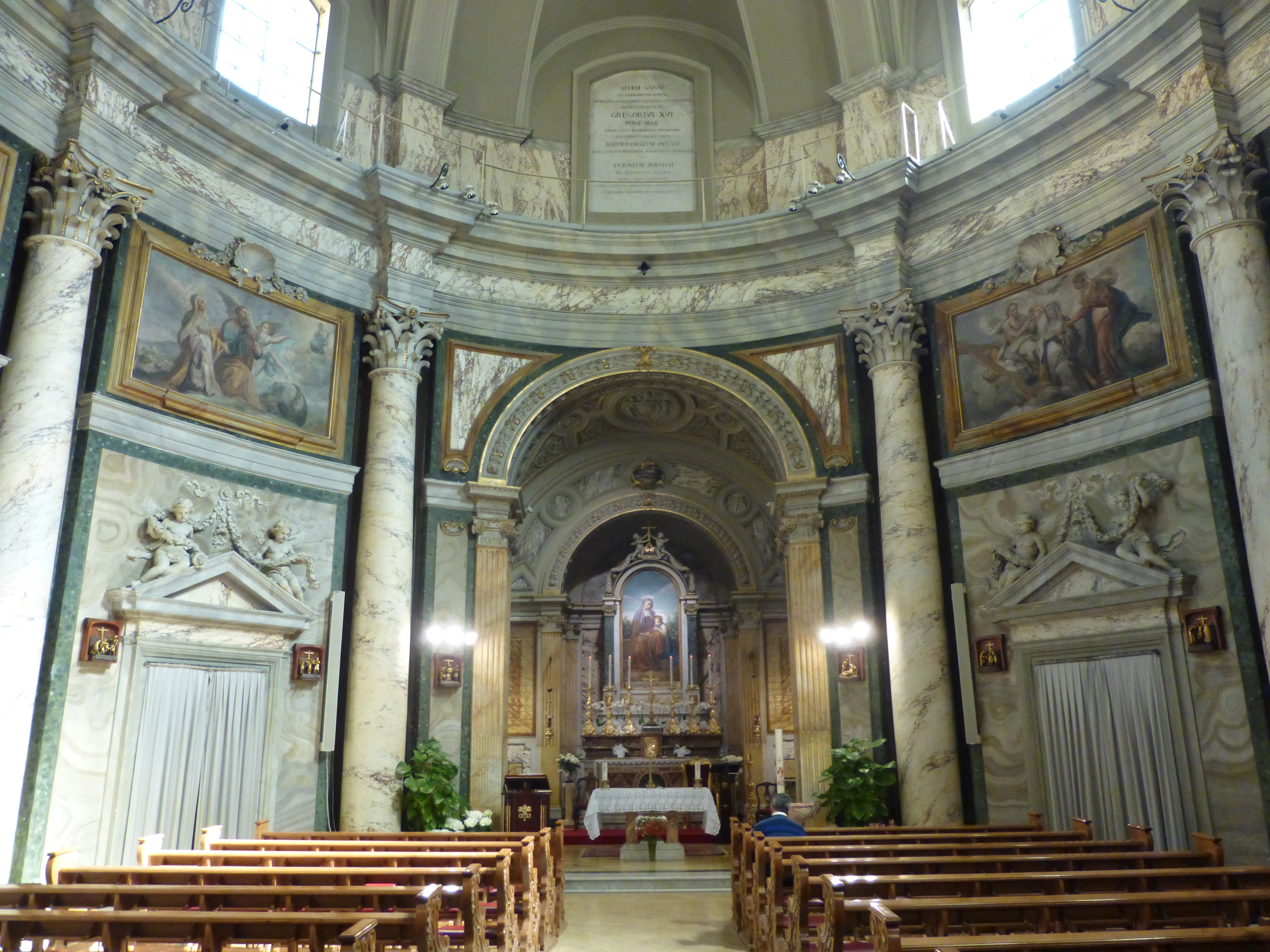
Interno

L'esterno della chiesa è caratterizzato dalla facciata, che dà sullo Stato del Vaticano. Essa è affiancata da due campanili, ognuno dei quali presenta la cella campanaria aperta su quattro lati con una monofora per ciascun lato e una copertura a bulbo. L'ingresso è costituito da un unico portale; esso è sormontato da un tondo raffigurante Sant'Anna e la Madonna e, più in alto, da una grande finestra a lunetta. La facciata termina con un frontone spezzato sorretto da due colonne tuscaniche e sormontato da due statue di angeli.
L'interno della chiesa presenta una pianta ellittica coperta con cupola ribassata al centro della quale vi è uno stucco raffigurante la Colomba dello Spirito Santo. Le pareti dell'ellisse sono scandite da otto colonne corinzie che inquadrano i quadri con Scene della vita di Sant'Anna, di Ignazio Stern, e i quattro ambienti a pianta rettangolare (la campata d'ingresso con cantoria, le due cappelle laterali e l'abside alternati a quattro porte con frontoni triangolari. L'abside è a pianta quadrata con una grande nicchia su ogni lato, ed è coperta con volta a vela riccamente decorata con stucchi, al centro della quale si apre una lanterna. A ridosso della parete fondale, vi è l'altare maggiore in marmi policromi che accoglie, all'interno dell'ancona, la pala raffigurante Sant'Anna e la Madonna bambina, opera di Arturo Viligiardi realizzata nel 1927.
Sulla cantoria nella nicchia di destra dell'abside, si trova l'organo a canne, costruito nel 1931 da Giuseppe Migliorini.

## Curiosità
La chiesa era famosa nella Roma papalina per la cosiddetta processione delle panze, cioè delle partorienti, che si svolgeva il 26 luglio, giorno della festa liturgica di sant'Anna. Partendo dalla chiesa di Santa Maria in Portico in Campitelli, la processione procedeva al rullo di tamburi, con le partorienti avvolte in un manto (da cui il termine popolare di ammantate), seguite dai membri della Confraternita dei Palafrenieri a cavallo: chiudeva la processione la statua raffigurante la Vergine e sant'Anna (oggi conservata nella chiesa di Santa Caterina della Rota). Quando la lunga fila giungeva sul ponte Sant'Angelo il cannone del castello salutava la Vergine con colpi a salve.